# Cornelius Tuwei
Cornelius Tuwei (née le 24 mai 1993) est un athlète kényan, spécialiste du 800 mètres. 

## Palmarès
| Date | Compétition              | Lieu  | Résultat | Épreuve | Temps         |
| ---- | ------------------------ | ----- | -------- | ------- | ------------- |
| 2019 | Jeux africains           | Rabat | 2e       | 800 m   | 1 min 45 s 41 |
| 2019 | Jeux mondiaux militaires | Wuhan | 2e       | 800 m   | 1 min 49 s 20 |